# DSB Q
Die Dampflokomotiven der Baureihe Q der Dänischen Staatsbahnen (DSB) sind Tenderlokomotiven für den Rangierdienst.

## Geschichte
Für Rangieraufgaben reichten in Dänemark lange Zeit die dreigekuppelten Baureihe F aus. Die DSB beschafften ab 1930 die Baureihe Q für die großen Rangierbahnhöfe in Aarhus und Fredericia. Die Nassdampf-Lokomotiven wurden von der Maschinenfabrik Frichs in Aarhus entwickelt und gebaut.

## Technik
Der Kessel entsprach in etwa dem der Baureihe D, jedoch ohne Überhitzer, ebenso wie die Steuerung. Der Wasservorrat wurde in zwei kleinen seitlichen Wasserkästen und in einem großen Rahmenwasserkasten gespeichert. Da das Rangierpersonal die Trittbretter benutzte, wurden die Kolbenstangen nicht durch die vorderen Zylinderdeckel geführt.
Der Dampfdom war ziemlich weit vorne auf dem Kessel platziert, der eine spitze Rauchkammertür besaß. Der Sandkasten saß über der mittleren Treibachse unter einer eigenen Abdeckung. Das Führerhaus hatte große Seiten-, Front- und Heckfenster. Die Tür der Rauchkammer war spitz.
Die ersten drei Lokomotiven wurde 1930 geliefert, 1932 wurden zwei weitere Maschinen für den Einsatz im Københavns Godsbanegård (Güterbahnhof Kopenhagen) angeschafft. Diese ersten fünf Lokomotiven verfügten ursprünglich nur über Dampf- und Handbremsen. Die Q 340 hatte auch einen Vakuum-Ejektor und eine Saugluftleitung. Nach 1945 erhielten alle eine Druckluftbremse.
Die zweite Serie wurde in sieben Exemplaren 1943 und drei weiteren Exemplaren 1945 gebaut. Sie verfügten über einen erhöhten Kohlekasten, in dem 2,5 Tonnen Kohle mitgeführt werden konnten. Die Puffer waren Zylinderpuffer und die Pufferbohlen deshalb entsprechend verstärkt. Aufgrund der Schwierigkeiten bei der Kupferbeschaffung während des Zweiten Weltkrieges wurden diese Lokomotiven mit geschweißten Stahlfeuerbüchsen geliefert. Diese wurden später bei einigen Exemplaren durch Kupferfeuerbüchsen ersetzt. Bei dieser Serie konnten Regler und Druckluftbremse von beiden Seiten des Führerhauses bedient werden.
Die Lokomotiven wurden bis Mitte der 1970er Jahre eingesetzt.

## Die erhaltene Lok Q350
Die Q350 gehört der zweiten Bauserie an. Sie wurde 1945 unter der Fabriknummer 344 gebaut. Beheimatet war sie in Aarhus und Fredericia, bis sie 1976 ausgemustert wurde. Die Lok sollte nach England verkauft werden. Der Verkauf kam nicht zustande. So wurde die Lok in Åbenrå hinterstellt.
1980 erfolgte der Verkauf an die Arbeitsgemeinschaft Geesthachter Eisenbahn. Dort wird sie seit August 1981 betriebsfähig unterhalten und auf der Strecke der Bergedorf-Geesthachter Eisenbahn eingesetzt. Die Q350 trägt den Spitznamen Karoline, abgeleitet vom Werbemaskottchen „Karoline“ (eine Kuh) einer dänischen Molkerei. Im Jahre 2004/05 wurde eine große Hauptuntersuchung bei der MaLoWa in Klostermansfeld durchgeführt. Die Lokomotive wird gelegentlich bei Film-, Fernseh- und Werbeaufnahmen eingesetzt.